# 직장인들 시즌 2
직장인들 시즌 2는 2025년 8월 9일부터 공개된 쿠팡플레이 오리지널 예능이다.

## 프로그램 소개
월급 루팡과 칼퇴를 꿈꾸는 DY기획의 찐직장인들, 스타 의뢰인과의 심리전 속에서 펼쳐지는 리얼 오피스 생존기

## 제작진

### 제작사
- 씨피엔터테인먼트

### 연출
- 김민
- 강나래

## 출연진

### DY 기획
- 신동엽 : 신동엽 역 - 대표
- 김민교 : 김민교 역 - 부장
- 백현진 : 백현진 역 - 부장
- 이수지 : 이수지 역 - 과장
- 현봉식 : 현봉식 역 - 대리
- 김원훈 : 김원훈 역 - 주임
- 지예은 : 지예은 역 - 사원
- 카더가든 : 차정원 역 - 신입
- 윤 : 심자윤 역 - 신입

### 게스트
- 조정석 (1회)
- 이세돌 (2회)

## 참고 사항
- 기존 시즌1 출연진에 음악가이자 미술가 겸 배우 백현진이 새로 합류했으며 맡은 배역은 부장이다. 이로써 DY기획의 일원이자 고정 등장인물은 시즌1의 8명에서 1명 늘어난 총 9명이 되었다.